# Peter David Edstrom
Pour les articles homonymes, voir Edström.
Pehr David Emanuel Edström, connu sous le nom de Peter David Edstrom, né le 27 mars 1873 à Vetlanda (comté de Jönköping) en Suède et mort le 12 août 1938 à Los Angeles, est un sculpteur suédo-américain.

## Biographie
Fils de John Peter Edström (1829-1906) et de Charlotte Gustavson Edström (1833-1903), il immigre aux États-Unis avec ses parents en 1880.
De 1882 à 1894, il vit à Ottumwa dans l'Iowa. De retour en Suède en juillet 1894, il étudie à l'Institut royal de technologie de Stockholm et à l'Académie royale suédoise des Beaux-Arts.
Edstrom s'installe à Florence en Italie en 1900, où il fréquente l'Académie des beaux-arts. Il y crée les sculptures Caliban (1900), Sphinx (1900), Lucifer (1902), The Cry of Poverty (1903), Despair (1904) et Pride (1904). A Paris, il devient membre du cercle de Gertrude Stein (1907) et fonde une école d'art (il aura Fanie Eloff pour élève en 1908) puis retourne aux États-Unis en 1915. Vers 1918, il conçoit l'une de ses principales réalisations, The Soldiers and Sailors Monument d' Ottumwa, qui comporte quatre reliefs sur un puits surmonté d'un grand aigle.
Vers 1920, il s'installe à Los Angeles, où il est l'un des organisateurs du Musée d'Art du comté de Los Angeles. Il y finit sa vie en 1938.